# Evropsko prvenstvo v hokeju na ledu 1913
Evropsko prvenstvo v hokeju na ledu 1913 je bilo tretje Evropsko prvenstvo v hokeju na ledu, ki se je odvijalo med 25. in 27. januarjem 1913 v Münchnu, Nemčija. V konkurenci štirih reprezentanc, je zlato medaljo osvojila belgijska reprezentanca, srebrno češka, bronasto pa nemška.

## Dobitniki medalj
| Zlato | Srebro | Bron |
| BelgijaFrancois Vergult Henri van de Bulcke Maurice Deprez Francis Franck Etienne Coupez Paul Gemine Paul Loicq Leon Gossens Folksom Verges Fernand de Blommaert Freddy Charlie | ČeškaJan Peka Jan Fleischmann Jan Palouš Josef Šroubek Jaroslav Jirkovský Jaroslav Jarkovský Josef Rublič Otakar Vindyš Miloslav Fleischmann | NemčijaAlfred Steinke Franz Lange Paul Martin Charles George Hartley Werner Glimm Bruno Grauel Emil Rau |

## Tekme
| 25. januar 1913 | Belgija | 4:4 | Češka | München, Nemčija |

| Poročilo tekme      | Poročilo tekme | Poročilo tekme | Poročilo tekme | Poročilo tekme |
| ------------------- | -------------- | -------------- | -------------- | -------------- |
| Začetek: ni podatka |                |                |                |                |

| 25. januar 1913 | Nemčija | 14:4 | [[Slika:{{{flag alias-cesarstvo}}}\|22x20px\|border]] Avstrija | München, Nemčija |

| Poročilo tekme      | Poročilo tekme | Poročilo tekme | Poročilo tekme | Poročilo tekme |
| ------------------- | -------------- | -------------- | -------------- | -------------- |
| Začetek: ni podatka |                |                |                |                |

| 26. januar 1913 | Belgija | 13:1 | [[Slika:{{{flag alias-cesarstvo}}}\|22x20px\|border]] Avstrija | München, Nemčija |

| Poročilo tekme      | Poročilo tekme | Poročilo tekme | Poročilo tekme | Poročilo tekme |
| ------------------- | -------------- | -------------- | -------------- | -------------- |
| Začetek: ni podatka |                |                |                |                |

| 26. januar 1913 | Nemčija | 2:4 | Češka | München, Nemčija |

| Poročilo tekme      | Poročilo tekme | Poročilo tekme | Poročilo tekme | Poročilo tekme |
| ------------------- | -------------- | -------------- | -------------- | -------------- |
| Začetek: ni podatka |                |                |                |                |

| 27. januar 1913 | Češka | 7:0 | [[Slika:{{{flag alias-cesarstvo}}}\|22x20px\|border]] Avstrija | München, Nemčija |

| Poročilo tekme      | Poročilo tekme | Poročilo tekme | Poročilo tekme | Poročilo tekme |
| ------------------- | -------------- | -------------- | -------------- | -------------- |
| Začetek: ni podatka |                |                |                |                |

| 27. januar 1913 | Nemčija | 5:8 | Belgija | München, Nemčija |

| Poročilo tekme      | Poročilo tekme | Poročilo tekme | Poročilo tekme | Poročilo tekme |
| ------------------- | -------------- | -------------- | -------------- | -------------- |
| Začetek: ni podatka |                |                |                |                |

### Končni vrstni red
OT-odigrane tekme, z-zmage, n-neodločeni izidi, P-porazi, DG-doseženo goli, PG-prejeti goli, GR-gol razlika, T-točke.
| #  | Reprezentanca                                                  | OT | Z | N | P | DG | PG | GR  | T |
| -- | -------------------------------------------------------------- | -- | - | - | - | -- | -- | --- | - |
| 1. | Belgija                                                        | 3  | 2 | 1 | 0 | 25 | 10 | +15 | 5 |
| 2. | Češka                                                          | 3  | 2 | 1 | 0 | 15 | 6  | +9  | 5 |
| 3. | Nemčija                                                        | 3  | 1 | 0 | 2 | 21 | 16 | +5  | 2 |
| 4. | [[Slika:{{{flag alias-cesarstvo}}}\|22x20px\|border]] Avstrija | 3  | 0 | 0 | 3 | 5  | 34 | -29 | 0 |

Najboljši strelec
- Maurice Deprez, 7 golov